# Bowgreave
Bowgreave är en ort i civil parish Barnacre-with-Bonds, i distriktet Wyre i grevskapet Lancashire i England. Orten är belägen 18 km från Lancaster. Orten hade 538 invånare år 2020.